# Channichthys irinae
Channichthys irinae är en fiskart som beskrevs av Shandikov, 1995. Channichthys irinae ingår i släktet Channichthys och familjen Channichthyidae. Inga underarter finns listade i Catalogue of Life.